# Frinton and Walton
Frinton and Walton är en civil parish i Tendring i Essex i England. Den har 18 845 invånare (2011).